# Episodi di Younger (terza stagione)
La terza stagione della serie televisiva Younger, composta da 12 episodi, è stata trasmessa negli Stati Uniti dal 28 settembre al 14 dicembre 2016 sul canale via cavo TV Land.
In Italia, la stagione sarà trasmessa su Fox Life dal 9 gennaio al 13 febbraio 2018.
| nº | Titolo originale           | Titolo italiano                   | Prima TV USA      | Prima TV Italia  |
| -- | -------------------------- | --------------------------------- | ----------------- | ---------------- |
| 1  | A Kiss is Just a Kiss      | Un bacio è solo un bacio          | 28 settembre 2016 | 9 gennaio 2018   |
| 2  | The Marshmellow Experiment | L'esperimento dei marshmallow     | 5 ottobre 2016    | 9 gennaio 2018   |
| 3  | Last Days of Books         | Una libreria da salvare           | 12 ottobre 2016   | 16 gennaio 2018  |
| 4  | A Night at the Opera       | Una serata all'Opera              | 19 ottobre 2016   | 16 gennaio 2018  |
| 5  | P is for Pancake           | P come pankake                    | 26 ottobre 2016   | 23 gennaio 2018  |
| 6  | Me, Myself and O           | Me, me stessa e O                 | 2 novembre 2016   | 23 gennaio 2018  |
| 7  | Ladies Who Lust            | Donne che desiderano              | 9 novembre 2016   | 30 gennaio 2018  |
| 8  | What’s Up, Dock?           | Diana in bicicletta               | 16 novembre 2016  | 30 gennaio 2018  |
| 9  | Summer Friday              | Venerdì d'estate                  | 30 novembre 2016  | 6 febbraio 2018  |
| 10 | Pigeons, Parrots & Storks  | Piccioni, pappagalli... e cicogne | 7 dicembre 2016   | 6 febbraio 2018  |
| 11 | A Book Fair To Remember    | Una fiera del libro da ricordare  | 14 dicembre 2016  | 13 febbraio 2018 |
| 12 | Get Real                   | Guarda la realtà                  | 14 dicembre 2016  | 13 febbraio 2018 |